# سیارک ۱۸۶۱۷
سیارک ۱۸۶۱۷ (به انگلیسی: 18617 Puntel، نامگذاری:1998DY9) هجده هزار و ششصد و هفدهمین سیارک کشف شده‌است که در ۲۴ فوریه ۱۹۹۸ کشف شد.
قدر مطلق سیارک برابر ۱۳٫۹۰ است.